# Coco Gauffová
Cori „Coco“ Gauffová (nepřechýleně Gauff, * 13. března 2004 Atlanta) je americká profesionální tenistka. Na grandslamu vyhrála dvouhru US Open 2023 a French Open 2025 a s Kateřinou Siniakovou čtyřhru French Open 2024. V letech 2022–2023 byla světovou jedničkou ve čtyřhře, kterou se poprvé stala v srpnu 2022 v 18 letech a 154 dnech jako druhá nejmladší hráčka po Martině Hingisové. Ve třech obdobích na vrcholu figurovala sedm týdnů. Ve své dosavadní kariéře na okruhu WTA Tour vyhrála devět singlových turnajů včetně Turnaje mistryň 2024. Jako první tenistka otevřené éry zvítězila v úvodních osmi kariérních finále na tvrdém povrchu. Ve čtyřhře přidala DESET trofejí. V rámci okruhu ITF získala jeden deblový titul.
Na žebříčku WTA byla ve dvouhře nejvýše klasifikována v červnu 2024 na 2. místě a ve čtyřhře v srpnu 2022 na 1. místě. Dlouhodobě ji připravuje otec Corey Gauff. V červenci 2023 se trenéry stali Španěl Pere Riba a Američan Brad Gilbert. Dříve tuto roli plnili Francouz Jean-Christophe Faurel a do dubna 2023 Diego Moyano. V rané fázi kariéry se připravovala v Mouratoglouvě akademii ve Francii.
V juniorské kategorii odešla poražena z boje o titul na US Open 2017. Ve 13 letech se tak stala historicky nejmladší finalistkou newyorské juniorky. V další sezóně vyhrála dvouhru na French Open 2018 a s krajankou Caty McNallyovou také čtyřhru na US Open 2018. V červenci 2018 vystoupala na 1. místo juniorského kombinovaného žebříčku ITF a sezónu zakončila na 2. příčce. V prosinci 2018 ovládla floridský Orange Bowl.
Na okruhu WTA Tour debutovala březnovým Miami Open 2019, na němž vyhrála zahajovací zápas. Průlom na grandslamu přišel v 15 letech po obdržení divoké karty do kvalifikace Wimbledonu 2019. Jako nejmladší hráčka v historii z ní postoupila do hlavní soutěže, kde na úvod vyřadila Venus Williamsovou a následně prošla do čtvrtého kola. Podruhé Williamsovou porazila v prvním kole Australian Open 2020.
V americkém týmu Billie Jean King Cupu debutovala v roce 2022 utkáním finálové skupiny proti Polsku, v němž s McNallyovou vyhrály čtyřhru. Američanky zvítězily 2:1 na zápasy. Do září 2025 v soutěži nastoupila ke třem mezistátním utkáním s bilancí 1–1 ve dvouhře a 2–0 v:e čtyřhře.
Na zahájení Letních olympijských her 2024 v Paříži byla společně s LeBronem Jamesem vlajkonošem americké výpravy.

## Soukromý život a tenisové počátky
Narodila se roku 2004 v georgijské metropoli Atlantě do rodiny Candi (rozené Odomové) a Coreyho Gauffa. Křestní jméno Cori získala po otci. Má dva bratry, o čtyři roky mladšího Codeyho a o devět let mladšího Camerona. Otec hrál univerzitní basketbal na Georgijské státní univerzitě a později pracoval jako manažer ve zdravotnictví. Matka se věnovala lehké atletice na Floridské státní univerzitě a následně se stala pedagožkou. Cori Gauffová strávila prvních sedm let života v rodné Atlantě. Ve čtyřech letech ji zaujal tenis při sledování televizního přenosu ze zápasu Sereny Williamsové na Australian Open 2009.
Rodiči byla vedena k širokému záběru sportů včetně basketbalu a atletiky. Tenis začala hrát v šesti letech. Rodina se v jejích sedmi letech přestěhovala do předchozího bydliště rodičů, jižněji položeného Delray Beach na Floridě, kde zpočátku žili s prarodiči z matčiny strany. Poté se přestěhovali do vlastního domu, aby získala lepší podmínky pro trénink. V osmi letech začala v tenisové v New Generation spolupracovat s koučem Gerardem Loglem. Rodiče se vzdali svých kariér ve prospěch vytvoření kvalitních podmínek pro dceru. Otec, který měl z dospívání omezenou zkušenost s tenisem, převzal roli hlavního trenéra a matka ji vyučovala v rámci domácího vzdělávání. Poté, co v prosinci 2012 vyhrála celonárodní turnaj „Malé Mo“ Tenisové nadace Maureen Connollyové Brinkerové v kategorii osmiletých, rozhodla se usilovat o kariéru profesionální tenistky.
V deseti letech se stala členkou Mouratoglouovy akademie, vedené koučem Sereny Williamsové Patrickem Mouratoglouem. Ten na její adresu poznamenal: „Vždycky si budu pamatovat moment, kdy jsem Coco poprvé uviděl. Do akademie přišla na zkoušku v roce 2014 a udělala na mě dojem svou odhodlaností, atletičností a bojovným duchem… Když se na vás podívá a řekne, že bude světovou jedničkou, můžete jí prostě věřit.“ Prostřednictvím své nadace Champ'Seed, podporující mladé talenty s nedostatkem finančního zázemí, jí zajistil komplexní tenisovou přípravu na vysoké úrovni. V červenci 2014 vyhrála antukové mistrovství Spojených států v kategorii dvanáctiletých, organizované Americkým tenisovým svazem, čímž se v 10 letech a 4 měsících stala historicky nejmladší šampionkou turnaje.

## Tenisová kariéra

### 2018: Debut mezi profesionálkami
V rámci hlavních soutěží událostí okruhu ITF debutovala jako čtrnáctiletá v květnu 2018, když na turnaji ve floridském Osprey s dotací 25 tisíc dolarů postoupila z tříkolové kvalifikace. V úvodním kole dvouhry porazila Američanku Alexandru Perperovou a poté podlehla další krajance Katerině Stewartové. Divokou kartu získala do kvalifikace US Open, v níž skončila v první fázi na raketě Britky Heather Watsonové.

### 2019: Premiérové tituly WTA a průlom do první světové stovky

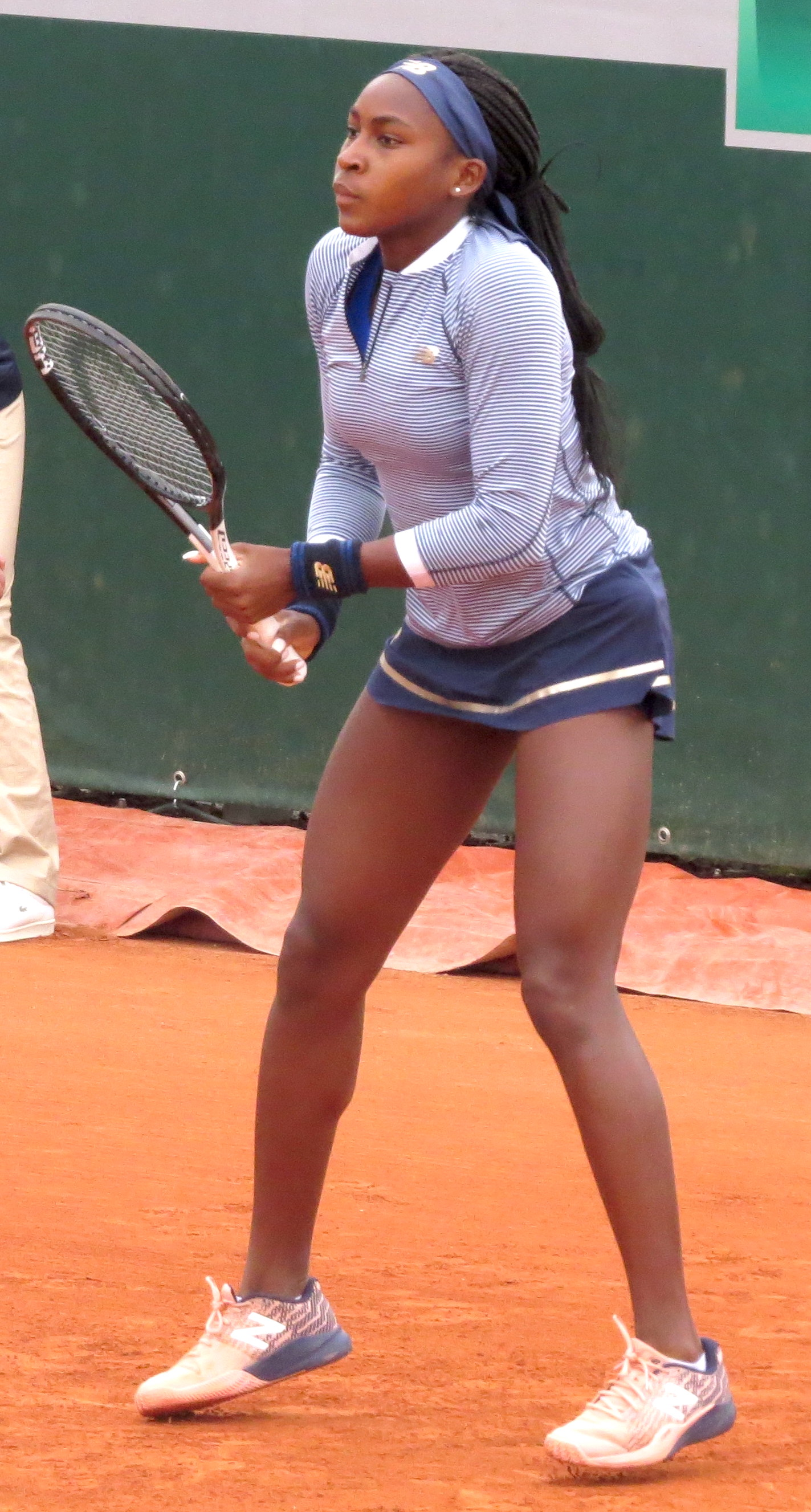
Cori Gauffová v kvalifikaci French Open 2019

Na únorové události ITF Midland Tennis Classic s rozpočtem 100 tisíc dolarů ji s Ann Liovou ve finále čtyřhry zdolaly Olga Govorcovová s Valerijí Savinychovou. Navazující turnaj s dotací 25 tisíc dolarů v arizonském Surprise znamenal účast ve finále dvouhry i čtyřhry. V závěrečném duelu singlové soutěže nestačila na Bulharku Sesil Karatančevovou. Z deblu si po boku Novozélanďanky Paige Houriganové odvezla premiérovou trofej ITF, když v boji o titul porazily americký pár Usue Maitane Arconadová a Emina Bektasová. Premiéru na okruhu WTA Tour prožila na březnovém Miami Open, kde ji organizátoři udělili divokou kartu. Prvního vítězného zápasu dosáhla nad krajankou Caty McNallyovou. Ve druhé fázi však nenašla recept na Rusku Darju Kasatkinovou.
Po vyřazení ve druhém kole kvalifikace French Open se Slovinkou Kajou Juvanovou, obdržela divokou kartu do kvalifikačního turnaje Wimbledonu. V něm na její raketě postupně dohrály devadesátá druhá hráčka žebříčku a nejvýše nasazená Aliona Bolsovová ze Španělska, Ruska Valentina Ivachněnková a také stodvacátá osmá v pořadí Greet Minnenová z Belgie, s níž ztratila jen dva gamy. V 15 letech a 122 dnech věku se stala nejmladší singlistkou v historii Wimbledonu, která postoupila z kvalifikace. V singlové wimbledonské soutěži z pozice 313. ženy klasifikace na úvod vyřadila 39letou světovou čtyřiačtyřicítku Venus Williamsovou, která prohrála v londýnském prvním kole teprve podruhé. Stala se tak nejmladší vítězkou wimbledonského zápasu dvouhry od Jennifer Capriatiové v roce 1991. Nejmladší hráčka soutěže porazila nejstarší. Ve druhé fázi zvládla duel s bývalou semifinalistkou turnaje Magdalénou Rybárikovou. Následně otočila průběh utkání se světovou šedesátkou Polonou Hercogovou, když Slovince ve druhé sadě odvrátila dva mečboly. V osmifinále podlehla rumunské turnajové sedmičce a pozdější šampionce Simoně Halepové. Všechny její zápasy vysílané na americkém kontinentu stanicí ESPN se staly nejsledovanějšími utkáními dne. Bodový zisk ji posunul ze čtvrté stovky na nové kariérní maximum, 141. příčku.
Na washingtonském Citi Open prošla kvalifikačním sítem do dvouhry, kde ji na úvod vyřadila Kazaška Zarina Dijasová. S Caty McNallyovou se probojovala do finále washingtonské čtyřhry po výhře nad třetím nasazeným párem Miju Katová a Anna Kalinská. Z premiérového finále kariéry na okruhu WTA Tour si odvezla titul, když Američanky zvítězily nad maďarsko-americkou dvojicí Fanny Stollárová a Maria Sanchezová ve dvou setech.

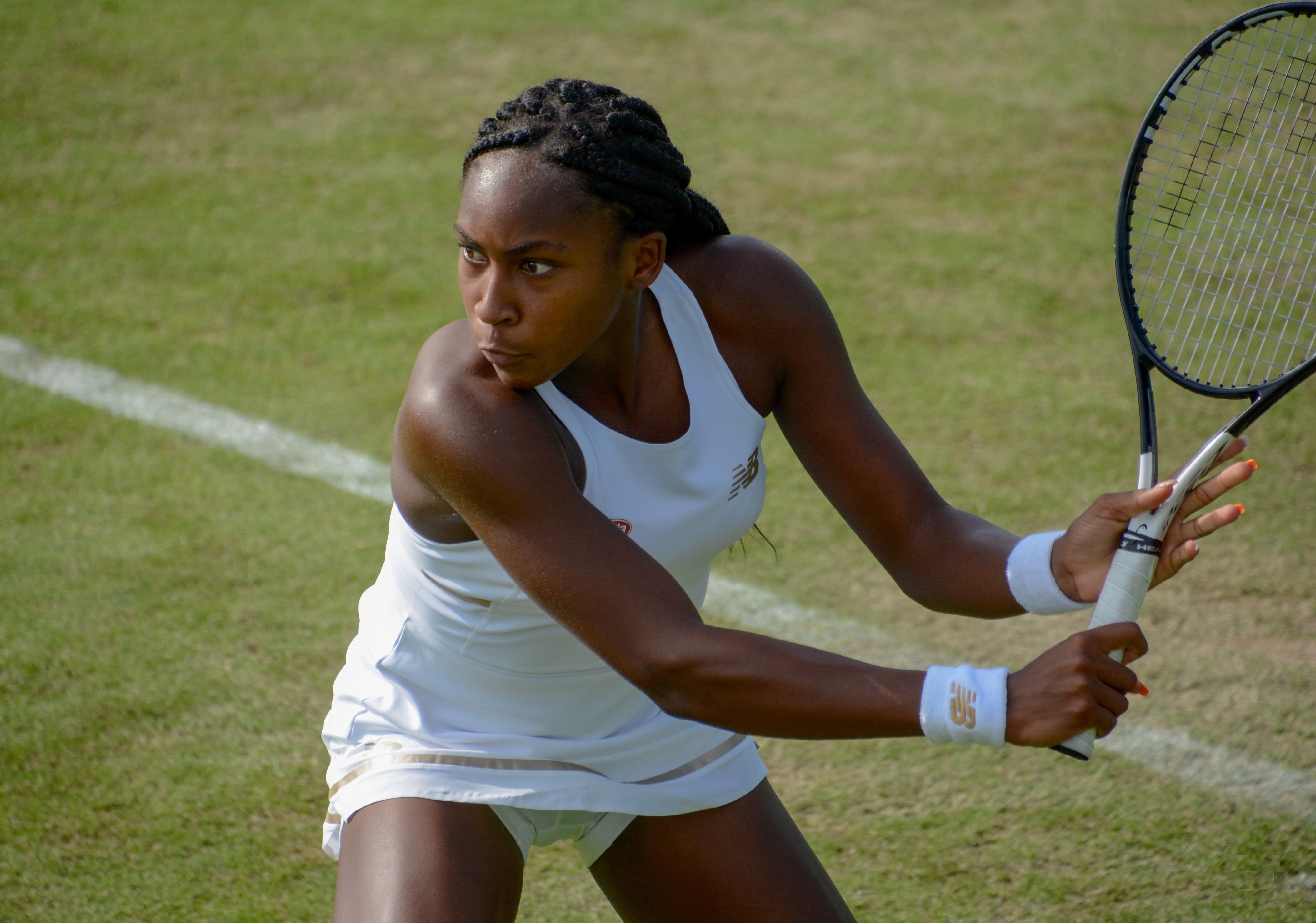
Ve Wimbledonu se v 15 letech stala nejmladší hráčkou, která postoupila z kvalifikace do hlavní soutěže

Na newyorský major US Open obdržela od pořadatelů divokou kartu do hlavní soutěže. V úvodní fázi zdolala 18letou Rusku Anastasiji Potapovovou ve třech setech. Utkání bylo hráno v rámci večerního programu na Louis Armstrong Stadium. Ve druhém střetnutí si poradila s Maďarkou Tímeou Babosovou, což znamenalo duel třetího kola proti světové jedničce a obhájkyni trofeje Naomi Ósakaové. V něm však ztratila obě sady. Do čtyřhry US Open zasáhla se stabilní spoluhráčkou McNallyovou. Od médií dvojice získala přezdívku „McCoco“. Na cestě do třetího kola vyřadily deváté nasazené Nicole Melicharovou s Květou Peschkeovou, než je zastavil australsko-běloruský pár Ashleigh Bartyová a Viktoria Azarenková.
Kvalifikaci odehrála na říjnovém Upper Austria Ladies Linz v hornorakouském Linci. Přes porážku v jejím druhém kole s Tamarou Korpatschovou, prošla do dvouhry jako šťastná poražená. V hlavní soutěži pak nenašla přemožitelku. Ve čtvrtfinále porazila poprvé v kariéře členku elitní světové desítky, osmou v pořadí Kiki Bertensovou. Mezi poslední čtveřicí hráček zvládla duel s Němkou Andreou Petkovicou a v závěrečném utkání přehrála Lotyšku Jeļenu Ostapenkovou po třísetovém průběhu. V patnácti letech se stala nejmladší šampionkou turnaje WTA od Nicole Vaidišové na Tashkent Open 2004. Bodový zisk jí po skončení zajistil posun o 39 míst výše a debutový průlom do první stovky žebříčku, na 71. místo. Rovněž semifinálová účast v linecké čtyřhře s McNallyovou znamenala průlom do elitní stovky deblové klasifikace. Druhou společnou trofej pak Američanky přidaly na říjnovém BGL Luxembourg Open v Lucemburku, při čtvrté účasti v hlavní deblové soutěži WTA. Ve finále porazily americko-chilské turnajové dvojky Kaitlyn Christianovou s Alexou Guarachiovou.

### 2020
V prvním kole Australian Open zvládla repríza duelu z Wimbledonu 2019 mezi nejmladší a nejstarší hráčkou, když opět přehrála 39letou Venus Williamsovou. Ve třetím kole způsobila největší překvapení turnaje, když vyřadila obhájkyni trofeje a světovou čtyřku Naomi Ósakaovou, které tak oplatila hladkou prohru z US Open 2019. V osmifinále neudržela vedení o set proti pozdější vítězce turnaje Sofii Keninové. První grandslamové čtvrtfinále si zahrála alespoň ve čtyřhře, do kterého postoupila s Caty McNallyovou. V semifinále podlehly pozdějšímu vítěznému páru Tímea Babosová a Kristina Mladenovicová.
Následovalo pětiměsíční přerušení tenisového okruhu pro začínající pandemii covidu-19. Zrušeny nebo odloženy byly všechny antukové a travnaté turnaje včetně Wimbledonu nebo letní olympiády. Po obnovení
Prvním turnaje po obnovením okruhu se pro ni stalo Top Seed Open, kde přehrála ve druhém kole světovou jedenáctku Arynz Sabalenkovou a postoupila až do semifinále, kde nad její síly byla Jennifer Bradyová. V prvních kolech dohrála na Western & Southern Open, netradičně hraném v New Yorku, i na navazujícím US Open, když v obou případech nestačila na nasazené soupeřky.

### 2021
Na Australian Open prohrála ve druhém kole, když ji vyřadila pátá nasazená Ukrajinka Elina Svitolinová. Následně zasáhla do adelaideského podniku, kde včetně dvoukolové kvalifikace zvítězila v pěti po sobě jdoucích utkáních a postoupila do svého největšího semifinále. V něm podlehla Švýcarce Belindě Bencicové ve třech setech. Na divokou kartu startovala na Dubai Tennis Championships, ten rok hraném v kategorii WTA 1000. V prvním kole zdolala Rusku Jekatěrinu Alexandrovovou až v tiebreaku třetího setu, aby následně porazila 12. nasazenou Češku Markétu Vondroušovou, další Češku Terezu Martincovou. Ve čtvrtfinále jí zastavila Jil Teichmannová.

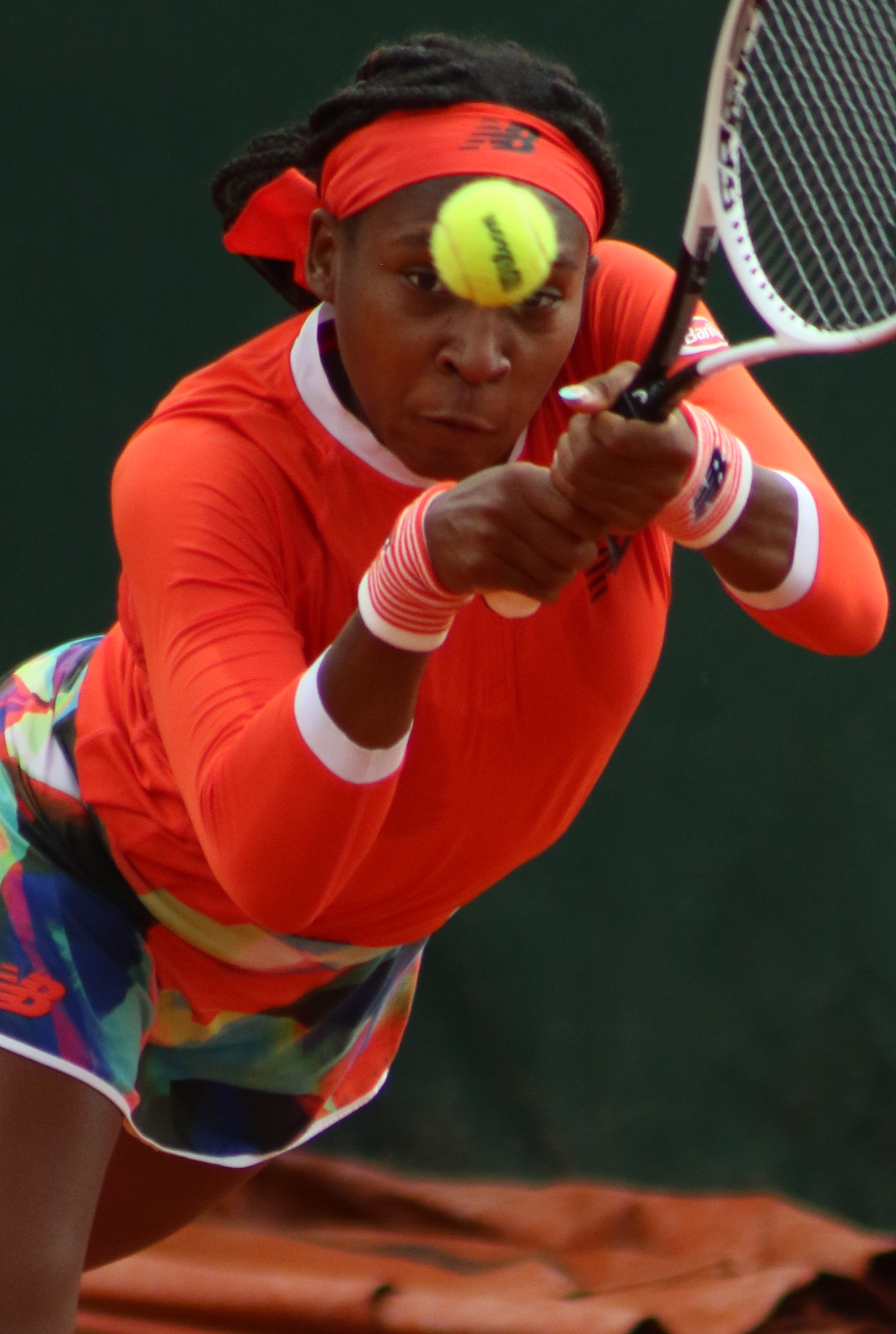
Bekhend na French Open

 V Římě na turnaji z kategorie WTA 1000 zaznamenala první semifinálovou účast na takto velkém turnaji, když ve třetím kole porazila světovou čtyřku Arynu Sabalenkovou. Ve čtvrtfinále pak poprvé v kariéře porazila úřadující světovou jedničku, když jí vzdala Ashleigh Bartyová, která vedla 1:0 na sety. V semifinále ji porazila Polka Iga Świąteková. Bodový zisk jí zajistil debut v první světové třicítce. Na Emilia-Romagna Open v italské Parmě ovládla jak singlovou, tak deblovou část soutěže. Ve finále dvouhry porazila Číňanku Wang Čchiang, zatímco ve čtyřhře po boku Caty McNallyová zdolaly chorvatsko-slovinské duo Dariju Jurakovou s Andrejou Klepačovou, čímž zkompletovala první kariérní „double“. V 17 letech se jí to povedlo jako nejmladší hráčce od roku 2004, kdy obě soutěže na Birmingham Classic ovládla Maria Šarapovová. Formu si pak přenesla i na grandslamové French Open, kde se bez ztráty setu poprvé v kariéře postoupila na grandslamu mezi poslední osmičku, když na její raketě dohrály postupně Aleksandra Krunićová, Wang Čchiang, úřadující finalistka Australian Open Jennifer Bradyová a Ons Džabúrová. V 17 letech a 86 dnech se tak stala nejmladší čtvrtfinalistkou grandslamu od Češky Nicole Vaidišové na French Open 2006, které bylo v této fázi pařížského majoru 17 let a 44 dní,a nejmladší Američanku ve čtvrtfinále Roland Garros od Jennifer Capriatiové v roce 1993, respektive na grandslamu od Venus Williamsové na US Open 1997. V souboji o semifinále ji vyřadila třiatřicátá žena pořadí a následná šampionka turnaje Barbora Krejčíková, když Gauffová v úvodní sadě neproměnila pět setbolů. V ženské čtyřhře se její partnerkou stala o více než dvacet let starší Venus Williamsová. V prvním kole je vyřadily Ellen Perezová s Čeng Saj-saj.
Na US Open byla vyřazena již ve druhém kole od Sloane Stephensové. Lépe si vedla ve čtyřhře, kde po boku Caty McNallyové postoupila až do premiérového grandslamového finále. V boji o titul nestačily je porazily Samantha Stosurová s Čang Šuaj.

### 2022: Singlové finále na French Open a světová jednička ve čtyřhře

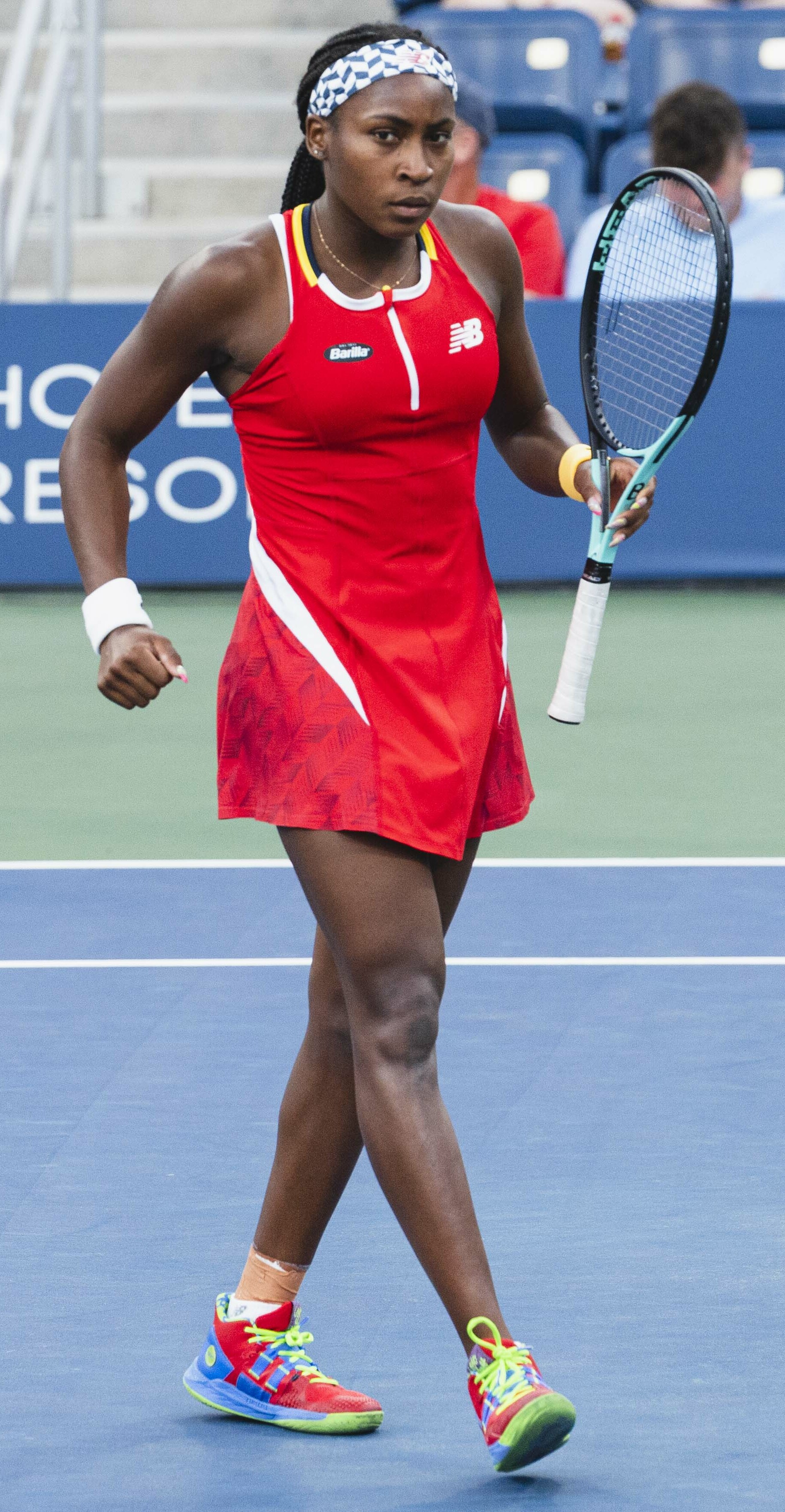
Na US Open 2022 podlehla ve čtvrtfinále Garciaové

Na úvodním turnaji roku v Adelaide se ve druhém kole stala jedinou tenistkou, která pozdější šampionce a světové jedničce Ashleigh Bartyové odebrala set. O týden později, taktéž v Adelaide postoupila do semifinále, kde ji zastavila Madison Keysová. Australian Open pro ni skončilo po prvním kole, když nestačila na Wang Čchiang. Pátou kariérní výhru nad hráčkou z první desítky hodnocení zaznamenala na Qatar Total Open z kategorie WTA 1000, když porazila světovou čtyřku Paulu Badosovou, aby nad její síly mezi poslední osmičkou byla Řekyně Maria Sakkariová. Největší kariérní titul získala ve čtyřhře po boku s krajankou Jessicou Pegulaovou.
French Open rozehrála jako osmnáctá nasazená. Druhý rok po sobě postoupila mezi osmičku nejlepších a v 18 letech se stala první hráčkou od Nicole Vaidišové ze sezóny 2007, která před dovršením věku 19 let postoupila do této fáze grandslamu vícekrát. Následně porazila Sloane Stephensovou, aby si zajistila premiérovou účast v semifinále. V něm zastavila překvapení turnaje Martinu Trevisanovou a bez ztráty jediného setu postoupila do finále majoru, a to jako nejmladší hráčka od Marie Šarapovové ve Wimbledonu 2004 a na French Open od Kim Clijstersové v roce 2001. Ve finále ji deklasovala světová jednička Iga Świąteková, která jí povolila čtyři gamy. Bodový zisk jí zajistil nové kariérní maximum 13. místa. V případě zisku titulu by premiérově pronikla do první desítky. Její spoluhráčkou se ve čtyřhře se stala Jessica Pegulaová. Ve finále neudržely vedení proti francouzským divokým kartám Caroline Garciaové a Kristině Mladenovicové.
Ve torontské čtyřhře triumfovala po boku Pegulaové. Bodový zisk jí zajistil posun do deblového hodnocení, když na čele vystřídala Mertensovou. Toho dosáhla jako 46. hráčka od zavedení klasifikace v září 1984 a jedenáctá Američanka. V 18 letech a 154 dnech se navíc stala druhou nejmladší jedničkou po Martině Hingisové. Na této pozici vydržela čtyři týdny, než ji opustila po neobhájení finálové účasti na US Open, kde s Pegulaovou skončily již v prvním kole. Lépe se jí dařilo ve dvouhře, kde bez ztráty setu prošla do čtvrtfinále. V něm ji zastavila Francouzka Caroline Garciaová. Přesto si zajistila premiérový posun do první světové desítky, v níž byla nově nejmladší členkou. V 18 letech se stala nejmladší takto vysoko postavenou tenistkou od tehdy 17leté Nicole Vaidišové v roce 2006.
Dne 14. října ve čtyřhře a o pět dní později ve dvouhře se premiérově kvalifikovala na závěrečný Turnaj mistryň konaný ve Fort Worth.19. října
 V 18 letech se stala nejmladší účastnicí Turnaje mistryň od 17leté Šarapovové z roku 2004 a společně s Pegulaovou se staly prvními účastnicemi Turnaje mistryň od sester Williamsových v roce 2009, které nastoupily do dvouhry a vytvořily i společný pár ve čtyřhře. V ženské dvouhře odešla poražena, když proti Garciaové, Kasatkinové ani Świątekové neuhrála ani set, a bez výhry pro ni skončila i delové části soutěže.

### 2023: Vítězka US Open a první tituly z kategorií WTA 500 a WTA 1000
Sezónu otevřela třetím kariérním titulem, když jako nasazená jednička zvítězila v Aucklandu. Soutěží prošla bez ztráty setu a prohrála jen dvacet dva gamů. Ve finále deklasovala španělskou kvalifikantku Rebeku Masarovou, které povolila v každém setu pouze jeden game. Na Australian Open postoupila po třech letech do osmifinále, když na její raketě dohrály deblová světová jednička Kateřina Siniaková, bývalá vítězka US Open Emma Raducanuová a krajanka Bernarda Peraová. V boji o postup do čtvrtfinále byla nad její síly Lotyška Jeļena Ostapenková. Do semifinále došla v deblové soutěži, kde jí a Pegulaovou zastavily Japonky Šúko Aojamová a Ena Šibaharaová.

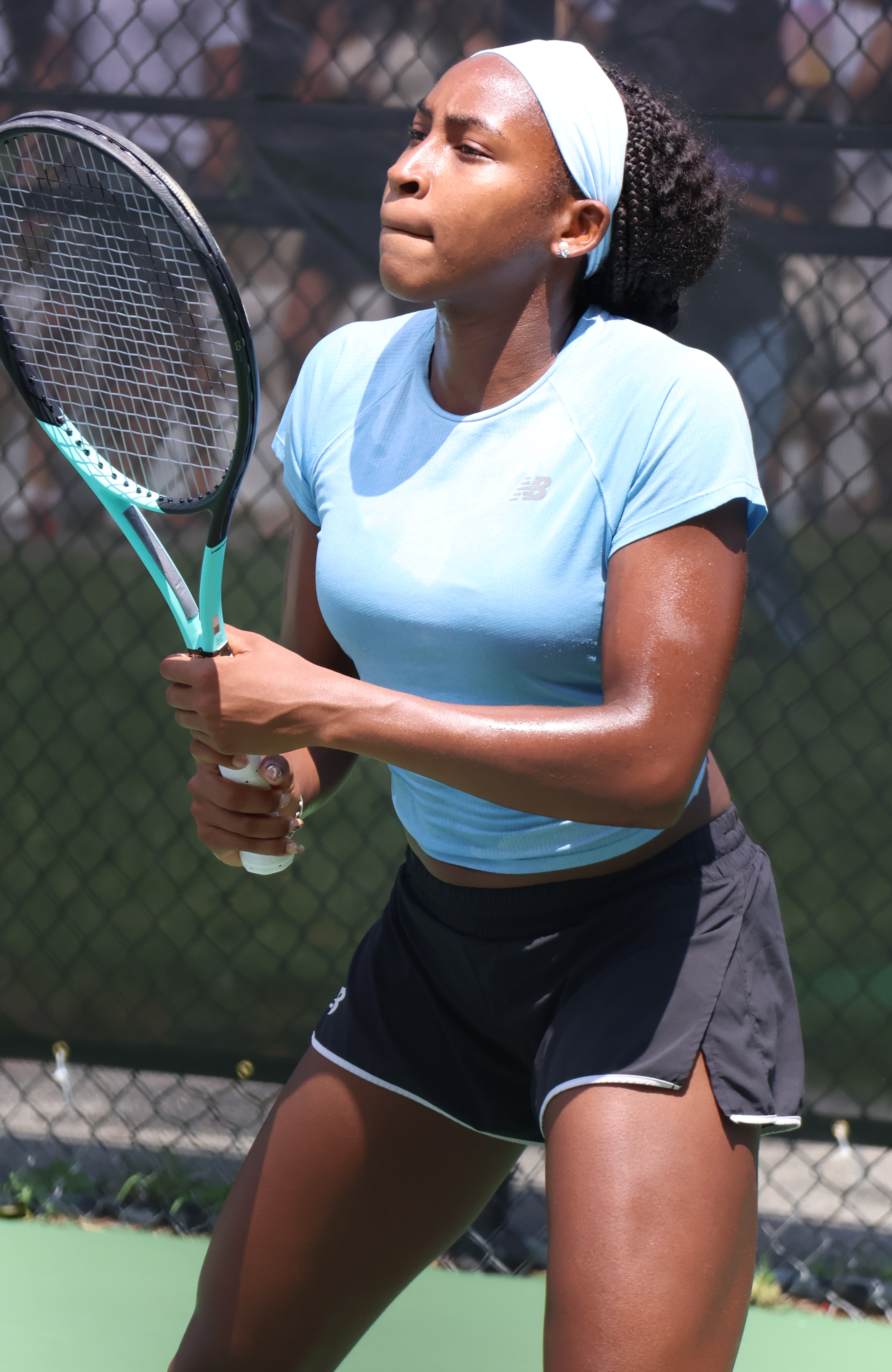
Trénink na vítězném Mubadala Citi DC Open

Do semifinále postoupila na Dubai Tennis Championships, ten rok konaném v rámci kategorie WTA 1000, kde pošesté v kariéře podlehla Świątekové. Mezi poslední osmičkou skončila v Indian Wells, když jí světová dvojka Aryna Sabalenková nadělila ve druhém setu kanára. Z navazujícího Miami Open byla vyřazena již ve třetím kole, když neudržela vedení proti Rusce Anastasiji Potapovové. Chuť si následně spravila ve čtyřhře. Na úvod udolaly sestry Brendu a Lindu Fruhvirtovy v rozhodujícím supertiebreaku, aby následně do konce turnaje prohrály již jen jednu sadu. Ve finále porazily kanadsko-americkou dvojici Leylah Fernandezovou a Taylor Townsendovou a získaly třetí společnou trofej v kategorii WTA 1000. V Miami se staly první ryze americkou dvojicí šampionek od triumfu Mary Joe Fernandezové a Ziny Garrisonové v roce 1991.
Antukové jaro nepřineslo singlový průlom, když ani na jednom přípravném turnaji před pařížským majorem nevyhrála alespoň dva zápasy. V Madridu i v Římě však postoupila po boku Pegulaové do finále, přičemž v obou případech odešly poraženy ve dvou setech. Roli obhájkyně finálové účasti zvládla na French Open, když po výhrách nad Masárovou, Grabherovou, šestnáctiletou kvalifikantkou Mirrou Andrejevovou a Schmiedlovou třetí rok po sobě postoupila do čtvrtfinále. V něm opět nestačila na světovou jedničku Świątekovou, proti níž ani na sedmý pokus neuhrála ani set. O jedno kolo dál v rámci obhajoby finálové účastí došla ve čtyřhře, kde jim porážku z Miami oplatily Fernandezová s Townsendovou.
V Eastbourne poprvé v kariéře porazila na trávě hráčku z první desítky, když ve čtvrtfinále zdolala deblovou partnerku Pegulaovou, aby následně prohrála s krajankou Madison Keysovou. Další Američanka, 128. hráčka žebříčku, Sofia Keninová, jí vyřadila hned v prvním kole Wimbledonu.
První titul z kategorie vyšší než WTA 250 získala začátkem srpna na Washington Open, kde neztratila ve čtyřech duelech ani jednu sadu. Ve finále zdolala Marii Sakkariovou. V devatenácti letech se stala nejmladší šampionkou v historii turnaje. Na navazujícím National Bank Open v Montréalu postoupila po výhře nad světovou desítkou Vondroušovou do čtvrtfinále, kde ji vyřadila Pegulaová. Ve vítězné vlně pokračovala po návratu do Spojených států na Western & Southern Open, kde porazila Majar Šarífovou a kvalifikantky Lindu Noskovou a Jasmine Paoliniovou, čímž prošla po Římu 2021 a Dubaji 2023 do třetího semifinále turnajů kategorie WTA 1000. V semifinále poprvé v kariéře v dokončeném zápase porazila světovou jedničku, když na osmý pokus porazila Świątekovou, se kterou předtím neuhrála ani set. Stala se sedmou teenagerkou ve finále turnajů WTA 1000, po Azarenkové, Wozniacké, Bencicové, Ostapenkové, Andreescuové a Świątekové. Ve finále zdolala sedmnáctou hráčku žebříčku Karolínu Muchovou ve dvou setech, čímž získala pátý singlový titul na okruhu WTA Tour a první v kategorii WTA 1000. Taktéž se stala na Cincinnati Masters v 19 letech a 160 dnech nejmladší šampionkou turnaje a první držitelkou pěti titulů před dovršením 20 let od Wozniacké v roce 2009. Po skončení se stala světovou šestkou.
Do US Open vstupovala díky letním výsledků jako jedna z favoritek. Během úvodního týdne ztratila celkem tři sady, když v prvním kole musela otáčet utkání proti Lauře Siegemundové a ve třetím proti Elise Mertensové. Set jí odebrala i po mateřské pauze vracející se Caroline Wozniacká z osmé stovky hodnocení. Ve čtvrtfinále deklasovala přemožitelku světového jedničky Świątekové Lotyšku Jeļenu Ostapenkovou, kterou deklasovala, když jí povolila jenom dvě hry. V druhém kariérním grandslamovém semifinále přehrála v duelu poslední dvou finalistek French Open a repríze dvou týdnu starého finále v Cincinnati Karolínu Muchovou, tentokrát v roli světové desítky. Utkání bylo po prvním setu téměř na tři čtvrtě hodiny přerušeno kvůli protestu ekologických aktivistů v hledišti. Ve finále se utkala s nastávající světovou jedničkou Arynou Sabalenkovou. Po prohrané první sadě dokázala utkání proti chybující soupeřce otočit a nakonec zvítězila ve třech setech. V 19letech se stala nejmladší Američankou, která newyorský grandslam ovládla, od 17leté Sereny Williamsové v roce 1999. V 21. století triumfovala na US Open ve dvouhře žen jako čtvrtá domácí hráčka. Bodový zisk jí zajistil posun na nové kariérní maximum, když v novém vydání žebříčku WTA poprvé vystoupala a třetí místo. V ženské čtyřhře po boku Pegulaové skončily jako turnajové trojky na raketách Sie Šu-wej a Wang Sin-jü. Po prohře tohoto páru v semifinále však získaly jistotu posunu do čela deblového hodnocení.
Ve vítězné vlně pokračovala na China Open, kde debutovala, když se turnaj konal poprvé od října 2019. Cestou do semifinále ztratila jeden set, když ve druhém kole rozhodla o výhře nad Petrou Martićovou až ve zkrácené hře třetí sady. Ve čtvrtfinále porazila Sakkariovou, čímž zaznamenala 16 výhru v řadě – jednalo se nejdelší sérii neporazitelnosti ze všech hráček v probíhající sezóně i v rámci amerických teenagerek od 16 výher Sereny Williamsové v roce 1999. V semifinále podlehla světové dvojce Świątekové ve dvou setech. Již 22. září získala jistotu účasti na Turnaji mistryň, a to jako ve dvouhře, i ve čtyřhře, ten rok hraném v mexickém Cancúnu. V singlu postoupila z Chetumalské skupiny ze druhého místa, když podlehla Świątekové, ale přehrála Džabúrovou i Vondroušovou. V semifinále jí přehrála Pegulaová. S ní i při druhé účasti na Turnaji mistryň prohrály všechny tři duely v základní skupině a nepostoupily tak do vyřazovací fáze, čímž zároveň ztratily možnost zakončit sezónu jako světové jedničky. Na konečném žebříčku byla hodnocena na třetím místě ve dvouhře i ve čtyřhře.

### 2024: Světová dvojka, vítězka Turnaje mistryň a první grandslam ve čtyřhře
První obhájený titul při první účasti jako obhájkyně titulu a celkové sedmý vavřín v kariéře získala na ASB Classic. Ve finále zdolala turnajovou dvojku Elinu Svitolinovou ve třech setech. Oplatila jí prohru z jediného předchozího vzájemného duelu na Australian Open 2021. Na Australian Open hrála jako čtvrtá nasazená. Pouze Caroline Dolehideová jí cestou do čtvrtfinále odebrala více než tři hry. Mezi poslední osmičkou udolala nasazenou Ukrajinku Martu Kosťukovou, aby v semifinále v repríze finále z New Yorku podlehla světové dvojce Sabalenkové ve dvou setech, přestože v závěru prvního dějství podávala na jeho zisk.
Na French Open nastoupila při absenci Pegulaové do deblové soutěže s Češkou Kateřinou Siniakovou. Cestou pavoukem jim jediný set odebraly v semifinále Američanky Caroline Dolehideová a Desirae Krawczyková. Ve finále pak přehrály italské turnajové desítky Saru Erraniovou a Jasmine Paoliniovou. Na třetím pokus tak získala první deblovou grandslamovou trofej. V singlu postoupila na třetím grandslamu v řadě do semifinále, když otočila čtvrtfinálový duel s Ons Džabúrovou. Mezi poslední čtyřkou se utkala se světovou jedničkou Igou Świątekovou, když odešla poražena pojedenácté ze dvanácti vzájemných duelů. Bodový zisk jí i tak zajistil debutový posun na 2. místo žebříčku před Sabalenkovou.
Na berlínském ecotrans Ladies Open potřetí v kariéře plnila na turnaji roli nasazené jedničky. V semifinále ji vyřadila Pegulaová po dvou vyrovnaných setech, které rozhodly až jejich závěry. Ve Wimbledonu vyrovnala kariérní maximum, když potřetí postoupila do osmifinále, když na její raketě ve druhém i ve třetím kole skončily úspěšné kvalifikantky – 142. hráčka pořadí Anca Todoniová a až 298. hráčka světa Sonay Kartalová. V boji o první wimbledonské semifinále a čtvrté na grandslamu v řadě jí vyřadila Emma Navarrová.
Na paříské olympiádě, kde se mimo jiné 2024 stala společně společně s LeBronem Jamesem vlajkonošem americké výpravy, zasáhla do všech tří soutěží. Ve dvouhře jí ve třetím kole vyřadila Chorvatka Donna Vekićová, proti které v prvním setu nevyužila vedení 5–2 a ve druhém po sporném ohlášení outu požadovala konzultaci se supervisorem turnaje, který její stížnosti nevyhověl. Gauffová si následně stěžovala, že rozhodčí nejsou fér a že se jí podobné chyby rozhodčích dějí opakovaně, přičemž odkazovala na podobné sporné momenty, které se staly Sereně Williamsové. Ve čtyřhře vytvořila nejvýše nasazený pár s Pegulaovou, ve druhém kole však nestačily na český pár Karolína Muchová a Linda Nosková. Do mixu nastoupila po boku Taylora Fritze a skončili po jednom vyhraném utkání ve čtvrtfinále na raketách Kanaďanů Félixa Augera-Aliassimeho a Gabriely Dabrowské.
Na Cincinnati Open skončila již po prvním zápase, kde ji vyřadila Kazachstánka Julia Putincevová, a opustila tak druhé místo žebříčku. Jako obhájkyně titulu startovala i na US Open. Ve třetím kole zvládla otočit duel proti Svitolinové, aby ji v osmifinále, stejně jako ve Wimbledonu, vyřadila Navarrová.
Druhý sezónní triumf a největší mimo Spojené státy si připsala v Pekingu, kde otočila tři zápasy po prohrané první sadě v řadě – proti Ósakaové, kvalifikantce Starodubcevové a Badosové. Ve finále pak nedala šance Karolíně Muchové. Jako první tenistka otevřené éry vyhrála prvních sedm kariérních finále na tvrdém povrchu. Po skončení se posunula zpět na 4. příčku klasifikace, když po neúspěšné obhajobě figurovala po US Open na 6. místě Ve vítězném čínském tažení pokračovala i na Wuhan Open, kde cestou do semifinále neztratila ani jeden set. V něm neudržela vedení o set a brejk proti světové dvojce Aryně Sabalenkové a i vinou 21 dvojchyb, což představovalo její největší takový počet v singlovém zápase v kariéře, prohrála.
Třetí rok po sobě kvalifikovala na Turnaj mistryň, ten rok poprvé hraném v Rijádu. Soutěž otevřela výhrou nad bývalou deblovou parťačkou Pegulaovou, aby následně teprve podruhé v kariéře porazila Świątekovou, když tentokrát ztratila pouze pět her. Za situace, když již měla jistý postup do semifinále, podlehla 13. hráčce světa Barboře Krejčíkové. V semifinále se utkala s vítězkou druhé skupiny Arynou Sabalenkovou, kterou popáté v kariéře porazila. Zároveň zaznamenala třetí kariérní výhru nad úřadující světovou jedničkou a postoupila do finále Turnaje mistryň jako nejmladší od Wozniacké v roce 2010. Ve finále zdolala Číňanku Čeng Čchin-wen po více než třech hodinách, když lépe zvládla tiebreak třetího setu. Číňanka přitom podávala v rozhodující sadě za stavu gamů 5–4 na vítězství, ale hru ztratila. Stala první tenistkou otevřené éry, která vyhrála prvních osm finále na tvrdém povrchu a nejmladší šampionkou závěrečného turnaje od 17leté Šarapovové z ročníku 2004 a nejmladší přemožitelkou světové jedničky i dvojky na jediném turnaji od 19leté Šarapovové na US Open 2006. Od začátku počítání statistik WTA v roce 1990 představovala druhou Američanku mladší 21 let, která na jediném turnaji porazila čtyři členky z první světové desítky.

### 2025: Vítězka French Open
Sezónu zahájila týmovým United Cupem, kde v roli ženské jedničky po bobu Taylora Fritze týmu Spojených států americkým pomohla k druhému vítězství v této soutěži, když v turnaji ovládla všech pět dvouher a s Fritzem i dva mixy a v sedmi zápasech neztratila žádný set. Ve finále zaznamenala třetí výhru nad Igou Świątekovou. Dp Australian Open vstoupila s teoretickou šancí stát se po skončení turnaje světovou jedničkou ve dvouhře. Postupem Świątekové do třetího kola však o tuto šanci přišla. Sama bez ztráty setu prošla do čtvrtého kola a do třetí sezóny v řadě tak vstoupila bilancí utkání 8–0, což se před ní v otevřené éře podařilo jen Courtové (1969–1973), Grafové (1987–1990 a 1994–1996), Selešové (1991–1993) a Sereně Williamsové (2003–2005). Devátou výhru přidala proti Belindě Bencicové, vracející se po mateřské pauze. Vítěznou sérii jí ukončila Španělka Paula Badosová ve čtvrtfinále.
Zlepšenou formou se prezentovala na antuce. Ve Stuttgartu postoupila do čtvrtfinále, kde jí pouze pět her povolila Italka Jasmine Paoliniová. Do Madrid Open vstoupila „kanárem“ do Ukrajinky Dajany Jastremské, dále už ale cestou soutěží do finále neztratila ani set. Ve čtvrtfinále porazila světovou sedmičku Mirru Andrejevovou a semifinále deklasovala obhájkyně trofeje a světová dvojka Igu Świątekovou, které povolila v každém setu pouze po jedné hře. Polku přehrála počtvrté v kariéře, potřetí v řadě a poprvé na antukovém povrchu. Až ve finále byla na její síly světová jednička Aryna Sabalenková, proti které nevyužila v závěru druhého dějství možnost vyrovnat průběh utkání a vynutit si třetí sadu.<re> Sabalenka defeats Gauff to win third Madrid title, 20th WTA singles title. Women's Tennis Association [online]. 2025-05-03 [cit. 2025-05-03]. Dostupné online. (anglicky)</ref> Do boje o titul postoupila i na navazujícím Rome Masters po další čtvrtfinálové výhře nad Mirrou Andrejevovou a semifinálové bitvě proti Čeng Čchin-wen, trvající více než tři a půl hodiny, kde navzdory 16 dvojchybám a více než 80 nevynuceným chybám v průběhu celého utkání nakonec ovládla zkrácenou hru třetí sady. Stala se tak sedmou a zároveň nejmladší hráčkou, která během jedné sezóny postoupila do finále turnajů v Madridu i Římě. Ve finále nestačila na Jasmine Paoliniovou ve dvou setech. Přesto jí bodový zisk zajistil návrat na 2. příčku žebříčku.
Jako druhá nasazená startovala na French Open. Největší problémy v prvním týdnu turnaje měla ve třetím kole s Marií Bouzkovu, kterou ve dvou předchozích vzájemných duelech dosud neporazila. Po jasné vítězství v prvním setu si obě hráčky osmkrát v druhé sadě v řadě prolomily podání a proti Češce prohrávala již 3–5, nakonec však sadu a i zápas získala ve zkrácené hře. První set ztratila až ve čtvrtfinále, když nezvládla zkrácenou hru proti Madison Keysové, v průběhu dalších dvou setů ale povolila soupeřce pouze pět her a přivodila tak vítězce prvního majoru sezónu první grandslamovou porážku v roce. V semifinále ukončila cestu pavoukem Francouzce Lois Boissonové figurující na 361. místě žebříčku, která v turnaji předtím vyřadila již dvě hráčky z první světové desítky. Podruhé se tak probojovala do finále French Open. Ve něm otočila průběh se světovou jedničkou Arynou Sabalenkovou, kterou porazila i ve druhém vzájemném grandslamovém finále a po o US Open 2023 si připsala druhý grandslamový titul a jubilejní desátý singlový na okruhu WTA Tour

## Finále na Grand Slamu

### Ženská dvouhra: 3 (2–1)
| Stav       | rok  | turnaj      | povrch | soupeřka ve finále | výsledek           |
| ---------- | ---- | ----------- | ------ | ------------------ | ------------------ |
| Finalistka | 2022 | French Open | antuka | Iga Świąteková     | 1–6, 3–6           |
| Vítězka    | 2023 | US Open     | tvrdý  | Aryna Sabalenková  | 2–6, 6–3, 6–2      |
| Vítězka    | 2025 | French Open | antuka | Aryna Sabalenková  | 6–7(5–7), 6–2, 6–4 |

### Ženská čtyřhra: 3 (1–2)
| Stav       | rok  | turnaj      | povrch | spoluhráčka        | soupeřky ve finále                        | výsledek      |
| ---------- | ---- | ----------- | ------ | ------------------ | ----------------------------------------- | ------------- |
| Finalistka | 2021 | US Open     | tvrdý  | Caty McNallyová    | Samantha Stosurová Čang Šuaj              | 3–6, 6–3, 3–6 |
| Finalistka | 2022 | French Open | antuka | Jessica Pegulaová  | Caroline Garciaová Kristina Mladenovicová | 6–2, 3–6, 2–6 |
| Vítězka    | 2024 | French Open | antuka | Kateřina Siniaková | Sara Erraniová Jasmine Paoliniová         | 7–6(7–5), 6–3 |

## Finále Turnaje mistryň

### Dvouhra: 1 (1–0)
| Stav    | rok  | turnaj                            | povrch    | soupeřka ve finále | výsledek           |
| ------- | ---- | --------------------------------- | --------- | ------------------ | ------------------ |
| Vítězka | 2024 | WTA Finals, Rijád, Saúdská Arábie | tvrdý (h) | Čeng Čchin-wen     | 3–6, 6–4, 7–6(7–2) |

## Finále na okruhu WTA Tour
| Legenda                                                 |
| ------------------------------------------------------- |
| D – dvouhra; Č – čtyřhra                                |
| Grand Slam (2–1 D; 1–2 Č)                               |
| Turnaj mistryň (1–0 D)                                  |
| Premier Mandatory & Premier 5 / WTA 1000 (2–2 D; 4–3 Č) |
| Premier / WTA 500 (1–0 D; 2–1 Č)                        |
| International / WTA 250 (4–0 D; 3–0 Č)                  |

### Dvouhra: 13 (10–3)
| Stav       | č.  | datum             | turnaj                           | kategorie      | povrch    | soupeřka ve finále | výsledek           |
| ---------- | --- | ----------------- | -------------------------------- | -------------- | --------- | ------------------ | ------------------ |
| Vítězka    | 1.  | 13. října 2019    | Linec, Rakousko                  | International  | tvrdý (h) | Jeļena Ostapenková | 6–3, 1–6, 6–2      |
| Vítězka    | 2.  | 22. května 2021   | Parma, Itálie                    | WTA 250        | antuka    | Wang Čchiang       | 6–1, 6–3           |
| Finalistka | 1.  | 4. června 2022    | French Open, Paříž, Francie      | Grand Slam     | antuka    | Iga Świąteková     | 1–6, 3–6           |
| Vítězka    | 3.  | 8. ledna 2023     | Auckland, Nový Zéland            | WTA 250        | tvrdý     | Rebeka Masárová    | 6–1, 6–1           |
| Vítězka    | 4.  | 6. srpna 2023     | Washington D.C., Spojené státy   | WTA 500        | tvrdý     | Maria Sakkariová   | 6–2, 6–3           |
| Vítězka    | 5.  | 20. srpna 2023    | Cincinnati, Spojené státy        | WTA 1000       | tvrdý     | Karolína Muchová   | 6–3, 6–4           |
| Vítězka    | 6.  | 9. září 2023      | US Open, New York, Spojené státy | Grand Slam     | tvrdý     | Aryna Sabalenková  | 2–6, 6–3, 6–2      |
| Vítězka    | 7.  | 7. ledna 2024     | Auckland, Nový Zéland (2)        | WTA 250        | tvrdý     | Elina Svitolinová  | 6–7(4–7), 6–3, 6–3 |
| Vítězka    | 8.  | 6. října 2024     | Peking, Čína                     | WTA 1000       | tvrdý     | Karolína Muchová   | 6–1, 6–3           |
| Vítězka    | 9.  | 9. listopadu 2024 | Rijád, Saúdská Arábie            | Turnaj mistryň | tvrdý (h) | Čeng Čchin-wen     | 3–6, 6–4, 7–6(7–2) |
| Finalistka | 2.  | 3. května 2025    | Madrid, Španělsko                | WTA 1000       | antuka    | Aryna Sabalenková  | 3–6, 6–7(3–7)      |
| Finalistka | 3.  | 17. května 2025   | Řím, Itálie                      | WTA 1000       | antuka    | Jasmine Paoliniová | 4–6, 2–6           |
| Vítězka    | 10. | 7. června 2025    | French Open, Paříž, Francie      | Grand Slam     | antuka    | Aryna Sabalenková  | 6–7(5–7), 6–2, 6–4 |

### Čtyřhra: 16 (10–6)
| Stav       | č.  | datum           | turnaj                           | kategorie     | povrch     | spoluhráčka          | soupeřky ve finále                            | výsledek              |
| ---------- | --- | --------------- | -------------------------------- | ------------- | ---------- | -------------------- | --------------------------------------------- | --------------------- |
| Vítězka    | 1.  | 4. srpna 2019   | Washington, D.C., Spojené státy  | International | tvrdý      | Caty McNallyová      | Maria Sanchezová Fanny Stollárová             | 6–2, 6–2              |
| Vítězka    | 2.  | 20. října 2019  | Lucemburk, Lucembursko           | International | tvrdý (h)  | Caty McNallyová      | Kaitlyn Christianová Alexa Guarachiová        | 6–2, 6–2              |
| Vítězka    | 3.  | 22. května 2021 | Parma, Itálie                    | WTA 250       | antuka     | Caty McNallyová      | Darija Juraková Andreja Klepačová             | 6–3, 6–2              |
| Finalistka | 1.  | 12. září 2021   | US Open, New York, Spojené státy | Grand Slam    | tvrdý      | Caty McNallyová      | Samantha Stosurová Čang Šuaj                  | 3–6, 6–3, 3–6         |
| Vítězka    | 4.  | 25. února 2022  | Dauhá, Katar                     | WTA 1000      | tvrdý      | Jessica Pegulaová    | Veronika Kuděrmetovová Elise Mertensová       | 6–3, 5–7, [10–5]      |
| Finalistka | 2.  | 24. dubna 2022  | Stuttgart, Německo               | WTA 500       | antuka (h) | Čang Šuaj            | Desirae Krawczyková Demi Schuursová           | 3–6, 4–6              |
| Finalistka | 3.  | 5. června 2022  | French Open, Paříž, Francie      | Grand Slam    | antuka     | Jessica Pegulaová    | Caroline Garciaová Kristina Mladenovicová     | 6–2, 3–6, 2–6         |
| Vítězka    | 5.  | 14. srpna 2022  | Toronto, Kanada                  | WTA 1000      | tvrdý      | Jessica Pegulaová    | Nicole Melicharová-Martinezová Ellen Perezová | 6–4, 6–7(5–7), [10–5] |
| Vítězka    | 6.  | 16. října 2022  | San Diego, Spojené státy         | WTA 500       | tvrdý      | Jessica Pegulaová    | Gabriela Dabrowská Giuliana Olmosová          | 1–6, 7–5, [10–4]      |
| Vítězka    | 7.  | 17. února 2023  | Dauhá, Katar (2)                 | WTA 500       | tvrdý      | Jessica Pegulaová    | Ljudmyla Kičenoková Jeļena Ostapenková        | 6–4, 2–6, [10–7]      |
| Vítězka    | 8.  | 2. dubna 2023   | Miami, Spojené státy             | WTA 1000      | tvrdý      | Jessica Pegulaová    | Leylah Fernandezová Taylor Townsendová        | 7–6(8–6), 6–2         |
| Finalistka | 4.  | 7. května 2023  | Madrid, Španělsko                | WTA 1000      | antuka     | Jessica Pegulaová    | Viktoria Azarenková Beatriz Haddad Maiová     | 1–6, 4–6              |
| Finalistka | 5.  | 20. května 2023 | Řím, Itálie                      | WTA 1000      | antuka     | Jessica Pegulaová    | Storm Hunterová Elise Mertensová              | 4–6, 4–6              |
| Finalistka | 6.  | 16. května 2024 | Řím, Itálie                      | WTA 1000      | antuka     | Erin Routliffeová    | Sara Erraniová Jasmine Paoliniová             | 3–6, 6–4, [8–10]      |
| Vítězka    | 9.  | 9. června 2024  | French Open, Paříž, Francie      | Grand Slam    | antuka     | Kateřina Siniaková   | Sara Erraniová Jasmine Paoliniová             | 7–6(7–5), 6–3         |
| Vítězka    | 10. | 6. srpna 2025   | Montréal, Kanada (2)             | WTA 1000      | tvrdý      | McCartney Kesslerová | Taylor Townsendová Čang Šuaj                  | 6–4, 1–6, [13–11]     |

## Finále na okruhu ITF
| Dotace turnajů okruhu ITF | Dotace turnajů okruhu ITF |
| ------------------------- | ------------------------- |
| 100 000 $ tournaments     | 80 000 $ tournaments      |
| 75 000 $ tournaments      | 60 000 $ tournaments      |
| 50 000 $ tournaments      | 25 000 $ tournaments      |
| 15 000 $ tournaments      | 10 000 $ tournaments      |

### Dvouhra: 1 (0–1)
| Stav       | č. | datum     | turnaj                  | povrch | soupeřka ve finále  | výsledek      |
| ---------- | -- | --------- | ----------------------- | ------ | ------------------- | ------------- |
| Finalistka | 1. | únor 2019 | Surprise, Spojené státy | tvrdý  | Sesil Karatančevová | 7–5, 3–6, 1–6 |

### Čtyřhra: 2 (1–1)
| Stav       | č. | datum     | turnaj                  | povrch    | spoluhráčka       | soupeřky ve finále                      | výsledek          |
| ---------- | -- | --------- | ----------------------- | --------- | ----------------- | --------------------------------------- | ----------------- |
| Finalistka | 1. | únor 2019 | Midland, Spojené státy  | tvrdý (h) | Ann Liová         | Olga Govorcovová Valeria Savinychová    | 4–6, 0–6          |
| Vítězka    | 1. | únor 2019 | Surprise, Spojené státy | tvrdý     | Paige Houriganová | Usue Maitane Arconadová Emina Bektasová | 6–3, 4–6, [14–12] |

## Finále na juniorském Grand Slamu

### Dvouhra juniorek: 2 (1–1)
| Stav       | rok  | turnaj      | povrch | soupeřka ve finále | výsledek           |
| ---------- | ---- | ----------- | ------ | ------------------ | ------------------ |
| Finalistka | 2017 | US Open     | tvrdý  | Amanda Anisimovová | 0–6, 2–6           |
| Vítězka    | 2018 | French Open | antuka | Caty McNallyová    | 1–6, 6–3, 7–6(7–1) |

### Čtyřhra juniorek: 1 (1–0)
| Stav    | rok  | turnaj  | povrch | spoluhráčka     | soupeřky ve finále                   | výsledek |
| ------- | ---- | ------- | ------ | --------------- | ------------------------------------ | -------- |
| Vítězka | 2018 | US Open | tvrdý  | Caty McNallyová | Hailey Baptisteová Dalayna Hewittová | 6–3, 6–2 |

## Chronologie výsledků na Grand Slamu

### Dvouhra
| Turnaj          | 2018 | 2019    | 2020    | 2021    | 2022    | 2023    | 2024    | 2025    | SR     | V–P   |
| --------------- | ---- | ------- | ------- | ------- | ------- | ------- | ------- | ------- | ------ | ----- |
| Australian Open | A    | A       | 4. kolo | 2. kolo | 1. kolo | 4. kolo | SF      | ČF      | 0 / 6  | 16–6  |
| French Open     | A    | Q2      | 2. kolo | ČF      | F       | ČF      | SF      | Vítěz   | 1 / 6  | 27–5  |
| Wimbledon       | A    | 4. kolo | NH      | 4. kolo | 3. kolo | 1. kolo | 4. kolo | 1. kolo | 0 / 6  | 11–6  |
| US Open         | Q1   | 3. kolo | 1. kolo | 2. kolo | ČF      | Vítěz   | 4. kolo |         | 1 / 6  | 17–5  |
| výhry–prohry    | 0–0  | 5–2     | 4–3     | 9–4     | 12–4    | 14–3    | 16–4    | 11–2    | 2 / 24 | 71–22 |

### Čtyřhra
| Turnaj          | 2019    | 2020    | 2021    | 2022    | 2023    | 2024  | 2025 | SR     | V–P   |
| --------------- | ------- | ------- | ------- | ------- | ------- | ----- | ---- | ------ | ----- |
| Australian Open | A       | ČF      | ČF      | 1. kolo | SF      | A     | A    | 0 / 4  | 10–4  |
| French Open     | 1. kolo | 3. kolo | 1. kolo | F       | SF      | Vítěz | A    | 1 / 6  | 17–5  |
| Wimbledon       | A       | NH      | 3. kolo | A       | 3. kolo | ČF    | A    | 0 / 3  | 7–3   |
| US Open         | 3. kolo | 2. kolo | F       | 1. kolo | ČF      | A     |      | 0 / 5  | 11–5  |
| výhry–prohry    | 2–2     | 6–3     | 10–4    | 5–3     | 13–4    | 9–1   | 0–0  | 1 / 18 | 45–17 |

### Smíšená čtyřhra
| Turnaj          | 2018    | 2019    | 2020 | 2021 | 2022 | 2023    | SR    | V–P |
| --------------- | ------- | ------- | ---- | ---- | ---- | ------- | ----- | --- |
| Australian Open | A       | A       | A    | A    | A    | A       | 0 / 0 | 0–0 |
| French Open     | A       | A       | NH   | A    | A    | A       | 0 / 0 | 0–0 |
| Wimbledon       | A       | 1. kolo | NH   | A    | SF   | A       | 0 / 2 | 3–2 |
| US Open         | 2. kolo | A       | NH   | A    | A    | 1. kolo | 0 / 2 | 1–2 |
| výhry–prohry    | 1–1     | 0–1     | 0–0  | 0–0  | 3–1  | 1–1     | 0 / 4 | 4–4 |

| Legenda | Legenda                                   | Legenda | Legenda                     |
| ------- | ----------------------------------------- | ------- | --------------------------- |
| SR      | poměr vyhraných turnajů ku všem odehraným | W–L V–P | výhry–prohry                |
| NH      | daný rok se turnaj nekonal                | A       | turnaje se hráč nezúčastnil |
| 1Q / LQ | prohra v (kole) kvalifikace               | 1k / 1R | prohra v daném kole turnaje |
| QF / ČF | prohra ve čtvrtfinále                     | SF      | prohra v semifinále         |
| F       | prohra ve finále                          | Vítěz   | vítězství v turnaji         |

## Vítězství nad hráčkami Top 10
Přehled
| Sezóna    | 2019 | 2020 | 2021 | 2022 | 2023 | 2024 | 2025 | Celkem |
| --------- | ---- | ---- | ---- | ---- | ---- | ---- | ---- | ------ |
| Vítězství | 1    | 1    | 2    | 3    | 9    | 7    | 7    | 30     |

Vítězství
| Č.                                     | hráčka top 10       | WTA         | turnaj                                | povrch      | fáze              | skóre                   | Gauff       |
| Sezóna 2019                            | Sezóna 2019         | Sezóna 2019 | Sezóna 2019                           | Sezóna 2019 | Sezóna 2019       | Sezóna 2019             | Sezóna 2019 |
| -------------------------------------- | ------------------- | ----------- | ------------------------------------- | ----------- | ----------------- | ----------------------- | ----------- |
| 1.                                     | Kiki Bertensová     | 8.          | Linec, Rakousko                       | tvrdý (h)   | čtvrtfinále       | 7–6(7–1), 6–4           | 110.        |
| Sezóna 2020                            |                     |             |                                       |             |                   |                         |             |
| 2.                                     | Naomi Ósakaová      | 4.          | Australian Open, Melbourne, Austrálie | tvrdý       | 3. kolo           | 6–3, 6–4                | 67.         |
| Sezóna 2021                            |                     |             |                                       |             |                   |                         |             |
| 3.                                     | Aryna Sabalenková   | 4.          | Řím, Itálie                           | antuka      | 3. kolo           | 7–5, 6–3                | 35.         |
| 4.                                     | Ashleigh Bartyová   | 1.          | Řím, Itálie                           | antuka      | čtvrtfinále       | 4–6, 1–2 skreč          | 35.         |
| Sezóna 2022                            |                     |             |                                       |             |                   |                         |             |
| 5.                                     | Paula Badosová      | 4.          | Dauhá, Katar                          | tvrdý       | 3. kolo           | 6–2, 6–3                | 23.         |
| 6.                                     | Karolína Plíšková   | 7.          | Berlín, Německo                       | tráva       | čtvrtfinále       | 7–5, 6–4                | 13.         |
| 7.                                     | Aryna Sabalenková   | 6.          | Toronto, Kanada                       | tvrdý       | 3. kolo           | 7–5, 4–6, 7–6(7–4)      | 11.         |
| Sezóna 2023                            |                     |             |                                       |             |                   |                         |             |
| 8.                                     | Jessica Pegulaová   | 4.          | Eastbourne, Spojené království        | tráva       | čtvrtfinále       | 6–3, 6–3                | 7.          |
| 9.                                     | Maria Sakkariová    | 9.          | Washington D.C., Spojené státy        | tvrdý       | finále            | 6–2, 6–3                | 7.          |
| 10.                                    | Markéta Vondroušová | 10.         | Montréal, Kanada                      | tvrdý       | 3. kolo           | 6–3, 6–0                | 7.          |
| 11.                                    | Iga Świąteková      | 1.          | Cincinnati, Spojené státy             | tvrdý       | semifinále        | 7–6(7–2), 3–6, 6–4      | 7.          |
| 12.                                    | Karolína Muchová    | 10.         | US Open, New York, Spojené státy      | tvrdý       | semifinále        | 6–4, 7–5                | 6.          |
| 13.                                    | Aryna Sabalenková   | 2.          | US Open, New York, Spojené státy      | tvrdý       | finále            | 2–6, 6–3, 6–2           | 6.          |
| 14.                                    | Maria Sakkariová    | 6.          | Peking, Čína                          | tvrdý       | čtvrtfinále       | 6–2, 6–4                | 3.          |
| 15.                                    | Ons Džabúrová       | 7.          | Turnaj mistryň, Cancún, Mexiko        | tvrdý       | základní skupina  | 6–0, 6–1                | 3.          |
| 16.                                    | Markéta Vondroušová | 6.          | Turnaj mistryň, Cancún, Mexiko        | tvrdý       | základní skupina  | 5–7, 7–6(7–4), 6–3      | 3.          |
| Sezóna 2024                            |                     |             |                                       |             |                   |                         |             |
| 17.                                    | Čeng Čchin-wen      | 7.          | Řím, Itálie                           | antuka      | čtvrtfinále       | 7–6(7–4), 6–1           | 3.          |
| 18.                                    | Ons Džabúrová       | 9.          | French Open, Paříž, Francie           | antuka      | čtvrtfinále       | 4–6, 6–2, 6–3           | 3.          |
| 19.                                    | Ons Džabúrová       | 10.         | Berlín, Německo                       | tráva       | čtvrtfinále       | 7–6(11–9), 0–0skreč     | 2.          |
| 20.                                    | Jessica Pegulaová   | 6.          | Turnaj mistryň, Rijád, Saúdská Arábie | tvrdý (h)   | základní skupina  | 6–3, 6–2                | 3.          |
| 21.                                    | Iga Świąteková      | 2.          | Turnaj mistryň, Rijád, Saúdská Arábie | tvrdý (h)   | základní skupina  | 6–3, 6–4                | 3.          |
| 22.                                    | Aryna Sabalenková   | 1.          | Turnaj mistryň, Rijád, Saúdská Arábie | tvrdý (h)   | semifinále        | 7–6(7–4), 6–3           | 3.          |
| 23.                                    | Čeng Čchin-wen      | 7.          | Turnaj mistryň, Rijád, Saúdská Arábie | tvrdý (h)   | finále            | 3–6, 6–4, 7–6(7–2)      | 3.          |
| Sezóna 2025                            |                     |             |                                       |             |                   |                         |             |
| 24.                                    | Iga Świąteková      | 2.          | United Cup, Austrálie                 | tvrdý       | finále            | 6–4, 6–4                | 3.          |
| 25.                                    | Mirra Andrejevová   | 7           | Madrid, Španělsko                     | antuka      | čtvrtfinále       | 7–5, 6–1                | 4.          |
| 26.                                    | Iga Świąteková      | 2.          | Madrid, Španělsko                     | antuka      | semifinále        | 6–1, 6–1                | 4.          |
| 27.                                    | Mirra Andrejevová   | 7.          | Řím, Itálie                           | antuka      | čtvrtfinále       | 6–4, 7–6(7–5)           | 3.          |
| 28.                                    | Zheng Qinwen        | 8.          | Řím, Itálie                           | antuka      | semifinále        | 7–6(7–3), 4–6, 7–6(7–4) | 3.          |
| 29.                                    | Madison Keysová     | 8.          | French Open, Paříž, Francie           | antuka      | čtvrtfinálefinále | 6–7(6–8), 6–4, 6–1      | 2.          |
| 30.                                    | Aryna Sabalenková   | 1.          | French Open, Paříž, Francie           | antuka      | finále            | 6–7(5–7), 6–2, 6–4      | 2.          |
| výhra nad úřadující světovou jedničkou |                     |             |                                       |             |                   |                         |             |